# Cunevo
Cunevo és un antic municipi italià, dins de la província de Trento. L'any 2007 tenia 567 habitants. Limitava amb els municipis de Campodenno, Denno, Flavon, Terres i Tuenno.
L'1 de gener 2016 es va fusionar amb els municipis de Flavon i Terres creant així el nou municipi de Contà, del qual actualment és una frazione.

## Administració
| Període | Identitat        | Partit        |
| ------- | ---------------- | ------------- |
| 2005-   | Gianfranco Zanon | Llista cívica |